# Битва при Гимере (311 до н. э.)
Битва при Гимере, также битва при Экноме — сражение между войсками сиракузян под командованием тирана Агафокла и карфагенянами под предводительством Гамилькара, произошедшее в 311 или 310 годах до н. э. Карфагеняне выиграли. Агафокл сумел собрать разрозненные остатки разбитой армии, с которыми отступил в Сиракузы. Вследствие поражения Агафокл потерял контроль над Сицилией.

## Предыстория
После развала союза сицилийских городов против тирана Сиракуз Агафокла, последний стал подчинять своей власти сицилийские полисы. В Мессине при содействии Агафокла произошла смена власти. Сторонники сиракузского тирана одержали победу. Соответственно, крупный город попал без боя под контроль Агафокла. На восточном побережье им был захвачен Тавромений. После ряда побед Агафокл начал подготовку к нападению на Акрагант. Враги Агафокла избрали своим предводителем Динократа, бывшего сиракузского аристократа и друга Агафокла, которого тот пощадил во время резни 317/316 года до н. э. Динократ обратился за помощью к Карфагену с просьбой вмешаться до того, как Агафокл завоюет всю Сицилию. Карфагеняне осознали степень опасности объединения Сицилии под руководством одного человека и вступили в войну.

## Силы сторон
Согласно Диодору Сицилийскому, карфагеняне избрали для предстоящего похода одного из самых выдающихся своих военачальников Гамилькара. Ему предоставили 130 трирем с двумя тысячами ополченцев-карфагенян, среди которых было много людей благородного происхождения, десять тысяч солдат из подвластных Карфагену африканских владений, тысячу наёмников, двести всадников из Этрурии, тысячу балеарских пращников, крупную сумму денег на ведение военных действий, а также запасы снарядов и продовольствия. Начало похода для Гамилькара оказалось неблагоприятным. Его флот попал в шторм. Шестьдесят трирем и две сотни судов с припасами утонули. После того как Гамилькар доплыл до Сицилии, он присоединил к своей армии отряды союзных ему островитян. По оценкам Диодора Сицилийского армия под руководством карфагенского военачальника составила 40 тысяч пехоты и 5 тысяч кавалерии.
В античных источниках отсутствует информация о численности войска Агафокла. Диодор Сицилийский указывает на то, что оно было значительно меньшим по сравнению с союзной армией карфагенян и сицилийцев под командованием Гамилькара.

## Битва
Армии Гамилькара и Агафокла расположились на берегах реки Гимера. Карфагеняне разбили лагерь на холме Экном, а сиракузяне в крепости Фаларион. Между двумя армиями протекала река, и каждая из сторон длительное время воздерживалась от наступления. Между отрядами солдат периодически возникали локальные стычки. Агафокл решил использовать данное обстоятельство. Когда небольшой отряд сиракузян перешёл реку и угнал часть скота противника, карфагеняне начали преследовать отступающих эллинов. В этот момент на них из засады напали солдаты Агафокла и обратили в бегство. Сиракузский военачальник дал сигнал к наступлению.
Сиракузяне достигли позиций врага. Они повалили частокол и ворвались в лагерь. Карфагеняне, не имея времени подготовиться к сражению, поддались панике. Их сопротивление носило неорганизованный характер. В этот момент Гамилькар ввёл в бой балеарских пращников. Солдаты Агафокла продолжали наступление на лагерь и были близки к его захвату. В это время к карфагенянам прибыло подкрепление из Африки, которое атаковало наступающих сиракузян. Ход сражения был переломлен. Греки стали отступать. Им приходилось бежать сорок стадиев (~7 км) по ровной местности. Их, уставших во время сражения, преследовала вражеская конница. Со слов Диодора, греческие воины были настолько утомлены, что жадно пили из реки. Так как вода в Гимере солёная, то многие погибли. Потери сторон в сражении, согласно Диодору, составили семь тысяч сиракузян и 500 карфагенян с союзниками.

## Последствия
Агафокл собрал уцелевших солдат, сжёг лагерь и отступил в Гелу. Сначала он думал об отступлении в Сиракузы. В это время триста всадников из войска Гамилькара решили, что сиракузяне отступили в свой главный город. Они зашли в Гелу и были уничтожены. Агафокл скорректировал свои планы. Он решил остаться в Геле, чтобы отвлечь войско Гамилькара от похода на Сиракузы, в окрестностях которых шёл сбор урожая. Сначала карфагеняне решили начать осаду Гелы, но вскоре увидели её бесперспективность. В городе имелся избыток запасов еды, и он мог длительное время выдерживать осаду.
Тогда Гамилькар снял осаду и стал занимать подчинённые Агафоклу города и укреплённые пункты. На сторону Гамилькара перешли Камарина, Леонтины, Катана, Тавромений, Мессина и др. Агафокл с остатками своего войска вернулся в Сиракузы.